# Estádio Municipal Lucídio Frazão
Estádio Municipal Lucídio Frazão – stadion piłkarski, w Chapadinha, Maranhão, Brazylia, na którym swoje mecze rozgrywa klub Chapadinha Futebol Clube.